# ハインツ・シュトゥッケ

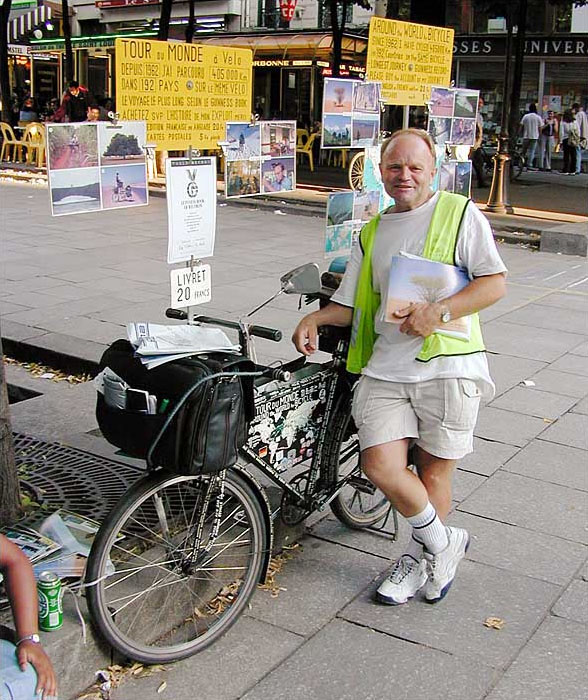
Heinz Stücke in Paris, 1999年

ハインツ・シュトゥッケ, Heinz Stücke （1940年、Hövelhof, ノルトライン＝ヴェストファーレン州, ドイツ連邦共和国 - ）は、自転車冒険家。1962年（22歳）以来祖国ドイツに帰ること無く、当時の自転車で旅を続けている。
- 走行距離：592,000 km（367,930 マイル） （1962 - 2010年時点）
- 訪問国数：195カ国と73地域（1962 - 2010年時点）
- パスポート使用数：20冊

## 旅行
1995 − 1999年、史上最長距離自転車旅行者としてギネスブックに記録。
2006年5月、イギリスのポーツマスで、1962年から漕いでいる自転車が6度目の盗難に遭い、全国ニュースになるが36時間後に公園で発見された。現在はブロンプトン・バイシクルを使って旅行を継続、新たな記録に挑戦している。
旅行途上の写真の権利、写真集の販売により旅費を賄っている。